# Port lotniczy Satif
Port lotniczy Satif (IATA: QSF, ICAO: DAAS) – port lotniczy położony w Satifie, w Algierii.

## Linie lotnicze i połączenia
| Linia Lotnicza   | Kierunek                        |
| ---------------- | ------------------------------- |
| Air Algerie      | 1. Algier 2. Lyon 3. Paryż-Orly |
| Tassili Airlines | 1. Algier 2. Oran               |
| Transavia.com    | 1. Paryż-Orly                   |
| Volotea          | 1. Lyon 2. Marsylia             |